# Khraicia
Khraicia ou Khraïssia, anciennement Crescia pendant la colonisation française, est une commune de la wilaya d'Alger en Algérie, située dans la banlieue Sud d'Alger.
Propos recueillis par Azizi Rafik source INA.

## Géographie

### Situation
La Commune de Khraicia, est située à 18 km au sud d'Alger-Centre 17km de Boufarik 65 km de Tipaza Elle est rattachée administrativement à la Daïra de Draria.
| Douera | Baba Hassen | Saoula, Forêt de Saoula. |
| Douera | Khraicia    | Saoula                   |
| Douera | Birtouta    | Birtouta                 |

## Histoire
Le village Crescia est créé en 1844 sur un territoire appartenant à la tribu des Beni Slimane, il fera partie de la commune de Douera. Il devient une commune de plein exercice par le décret du 31 décembre 1856.
En 1963, après l'indépendance, la commune est de nouveau rattachée à celle de Douera. En 1974, le village qui fait toujours partie de Douera est intégré à la wilaya de Blida. À la suite du découpage territorial de 1984, la commune de Khraicia est créée, rattachée à wilaya de Tipaza. En 1997, à la création du gouvernorat du Grand-Alger, la commune est détachée de la wilaya de Tipaza, pour rejoindre à nouveau celle d'Alger.
Propos recueillis par Azizi Rafik source INA.

### Localités de la commune
- Chef-lieu : Khraicia
- Agglomération secondaire : Beni Slimane

## Démographie
| 1867 | 1884 | 1892  | 1902  | 1912  | 1923  | 1936  | 1954  | 1960  |
| ---- | ---- | ----- | ----- | ----- | ----- | ----- | ----- | ----- |
| 508  | 687  | 1 049 | 1 147 | 1 381 | 1 309 | 1 653 | 2 341 | 2 899 |

| 1966 | 1977 | 1987   | 1998   | 2008   | - | - | - | - |
| ---- | ---- | ------ | ------ | ------ | - | - | - | - |
| -    | -    | 10 338 | 17 690 | 27 910 | - | - | - | - |

## Sport
- Possède deux stades
- Club de football Widad Amel Khraicia WAK.
- Club de football Chabab Riadi Baladia Khraicia CRBK.

## Transport
- Ligne  bus Douera Birtouta.
- Ligne bus Douera Bir khadem.
- Ligne Etusa N°44 : BEN AKNOUN  DOUERA.
- Ligne Etusa 690 b: STATION 2 MAI – CITE LAROUSSI HAMOUD (HAOUCH EL GAZOUZ).